# Polen Ünver
Polen Ünver (née Uslupehlivan le 27 août 1990 à Yüreğir) est une joueuse de volley-ball turque. Elle mesure 1,93 m et joue au poste d'attaquante. Elle est mariée au volleyeur turc İzzet Ünver.

## Clubs
| Club                | De        | À         |
| ------------------- | --------- | --------- |
| VB Günes Sigorta    | 2005-2006 | 2009-2010 |
| Nilüfer Belediye    | 2010-2011 | 2011-2012 |
| Vakıfbank İstanbul  | 2012-2013 | 2013-2014 |
| Fenerbahçe İstanbul | 2014-2015 | 2018-2019 |
| PTT Spor Kulübü     | 2019-2020 | 2019-2020 |
| THY Spor Kulübü     | 2020-2021 | …         |

## Palmarès

### Équipe nationale
- Ligue européenne
  - Vainqueur : 2014[3]
  - Finaliste : 2011.
- Jeux européen
  - Vainqueur : 2015[4]

### Clubs
- Championnat du monde des clubs
  - Vainqueur : 2013.
- Ligue des champions
  - Vainqueur : 2013.
  - Finaliste : 2014.
- Championnat de Turquie
  - Vainqueur : 2013, 2014, 2015, 2017.
  - Finaliste : 2010, 2016.
- Coupe de Turquie
  - Vainqueur : 2013, 2014, 2015, 2017.
  - Finaliste : 2011, 2019.
- Supercoupe de Turquie
  - Vainqueur: 2013, 2015.
  - Finaliste : 2014, 2017.